# Miyo!
Miyo! ist das Debütalbum der deutschen Rapperin Kitty Kat, das am 4. September 2009 erschien. Der Titel ist ein Wortspiel aus „Miau“ und „Yo“ und spielt somit auf ihren Künstlernamen an.

## Cover
Das Cover, das überwiegend in den Farben schwarz, grau, weiß und violett gehalten ist, zeigt die Rapperin in einer Wand stehend mit angewinkeltem linken Bein und Schuhen mit hohen Absätzen. Im Hintergrund sind Hochhäuser zu sehen, auf der oberen Bildhälfte steht der Schriftzug „KiTTY KAT“, in der unteren Hälfte der Albumtitel. Alle Fotos der Künstlerin im Booklet sowie auf dem Cover zeigen sie in einem Latex-Outfit und Posen, die an Catwoman angelehnt sind. Ebenso sind immer wieder jeweils drei violette Streifen zu sehen, die Kratzspuren einer Katze symbolisieren sollen. Die visuelle Gestaltung spielt somit, wie der Albumtitel, auf den Künstlernamen der Rapperin an.

## Stil
Die Stücke Kitty Kat, Es gibt kein zurück und Bitchfresse (L.M.S.) gehen in Richtung Battle-Rap, in letzterem wird ein Sample von L.M.S. von Kool Savas verwendet. Braves Mädchen, Heiß und Gib mir Milch sind von Dance-Musik inspiriert. Auf Ich bin eine von euch, Warum? und Ich steh wieder auf werden ernstere Themen behandelt.

## Singles
Ende Juli 2009 erschien die Online-Single Bitchfresse (L.M.S). Erste offizielle Single wurde Braves Mädchen. Dritte und letzte Auskopplung war Ich steh wieder auf.

## Rezeption
Das Album stieg in der ersten Woche nach Erscheinen auf Platz 29 der deutschen Charts ein. Eine Woche später fiel es auf Rang 94 zurück und war danach aus den Charts verschwunden. Es erhielt überwiegend positive Kritiken. Laut.de vergab vier von fünf Punkten und kam zu dem Fazit: „Insgesamt überzeugt "Miyo" als gelungenes Debüt, das Hoffnung auf weitere gute Nachfolgerinnen weckt. Gefühl, Leidenschaft und hochklassiger Rap. Mehr als manch männlicher Kollege vorzuweisen hat.“ HioHop-Lam.net  urteilte, die Rapperin sei „raptechnisch auf einem ziemlich hohen Niveau und bietet auf ihrem Debütalbum "Miyo!" auch inhaltlich eine größere Bandbreite und kann auch außerhalb der Thematik Sex erzählen.“ In Rapspot wurde moniert, dass das Album berechenbar sei. So solle „bedient werden, was gefordert wird. […] Es klingt einfach alles zu sehr nach einem festen Konzept und eben gespielt.“